# Ateuchus granigerum
Ateuchus granigerum là một loài bọ cánh cứng trong họ Bọ hung (Scarabaeidae).